# サウイル・スオタシ
サウイル・スオタシ（カザフ語: Сауыр жотасы、ラテン文字転写の例: Sauyr Zhotasy）または木斯島山（簡体字: 木斯岛山; 拼音: Mùsīdǎo Shān）は、中華人民共和国とカザフスタンの国境にある山である。
ザイサン湖の南東約100キロメートルに位置する。標高は3840メートルで、天山山脈の一部であるサウル＝タルバガタイ山系に属するサウル山脈の最高地点である。この山の標高はそれほど高いわけではないが、より標高の高いエリアから分離されている（サウル＝タルバガタイ山系は、アルタイ山脈からはエルティシ川の渓谷によって、ジュンガル・アラタウ山脈からは阿拉山口によって分離されている）ため、プロミネンスが高くなっている。
登頂されたという記録はなく、未踏峰の中で最もプロミネンスが高い山である可能性がある。